# Caliroa annulipes
Espèce
La Tenthrède limace des feuillus (Caliroa annulipes) est une espèce d'insectes hyménoptères de la famille des Tenthredinidae, originaire d'Europe.
Cette tenthrède est un insecte ravageur d'un certain nombre d'arbres (des genres Quercus et aussi Tilia, Betula, Salix, Fagus...).
Les larves, longues d'environ 10 mm, rongent l'épiderme de la face inférieure des feuilles.

## Synonyme
Selon GBIF.org et Hymenoptera Name Server :
- Caliroa annulipes (Klug)
- Caliroa myrtilli (Brischke)
- Eriocampa Myrtilli Brischke
- Eriocampa myrtilli Brischke
- Eriocampoides annulipes (Klug)
- Selandria atra Stephens
- Tenthredo (Allantus) annulipes Klug
- Tenthredo annulipes Klug , 1816 - protonyme

## Description
L'adulte, au corps noir, mesure de 7 à 8 mm de long.
La larve, au corps jaune clair et à la tête brun-noirâtre mesure de 10 à 12 mm de long.